# 2e cérémonie des Black Film Critics Circle Awards
La 2e cérémonie des Black Film Critics Circle Awards (BFCC Awards), décernés par le Black Film Critics Circle, ont eu lieu le 19 décembre 2012, et ont récompensé les films réalisés l'année précédente,.

## Palmarès
- Meilleur film :
  - Zero Dark Thirty
- Meilleur réalisateur :
  - Kathryn Bigelow pour Zero Dark Thirty
- Meilleur acteur :
  - Daniel Day-Lewis pour le rôle d'Abraham Lincoln dans Lincoln
- Meilleure actrice :
  - Jessica Chastain pour le rôle de Maya dans Zero Dark Thirty
- Meilleur acteur dans un second rôle : 
  - Christoph Waltz pour le rôle du Dr King Schultz dans Django Unchained
- Meilleure actrice dans un second rôle : 
  - Anne Hathaway pour le rôle de Fantine dans Les Misérables
- Meilleure distribution :
  - Les Misérables
- Meilleur scénario original :
  - Django Unchained – Quentin Tarantino
- Meilleur scénario adapté :
  - Argo – Chris Terrio
- Meilleur film d'animation :
  - Les Cinq Légendes (Rise of the Guardians)
- Meilleur film documentaire :
  - The Central Park Five
- Meilleur film étranger :
  - Intouchables  France